# Гулыга, Владимир Иванович
Владимир Иванович Гулыга (1882 — 8 февраля 1938) — выдающийся российский металлург-доменщик, ученик М. А. Павлова и М. К. Курако. Главный инженер ряда металлургических заводов. Инициатор строительства современных доменных печей большого объёма. Внес существенный вклад в развитие представлений об управлении ходом доменных печей. Автор многих статей и книг по доменному производству.

## Биография
Происходил из старослужилых казаков Кубанского, а ранее Черноморского войска, упоминавшихся в книге «История первого Черноморского полка», написанной его дедом, Георгиевским Кавалером Емельяном Гулыгой. Отец — сотник Иван Емельянович Гулыга окончил академию Генерального штаба, командовал первым Черноморским полком; во время первой мировой войны был командиром одной из двух Кубанских дивизий на кавказском фронте (второй командовал генерал Шкуро).
В. И. Гулыгу с детства готовили в военные. Он учился в Кадетском корпусе. Юнкером записался добровольцем в экспедиционный корпус, посланный Россией в Китай в 1901 г. во время восстания ихэтуаней (боксеров), и получил солдатского Георгия при взятии одной из крепостей. Служил на персидской границе, добровольцем пошел на русско-японскую войну, командовал сотней, был ранен и получил оружие за храбрость.

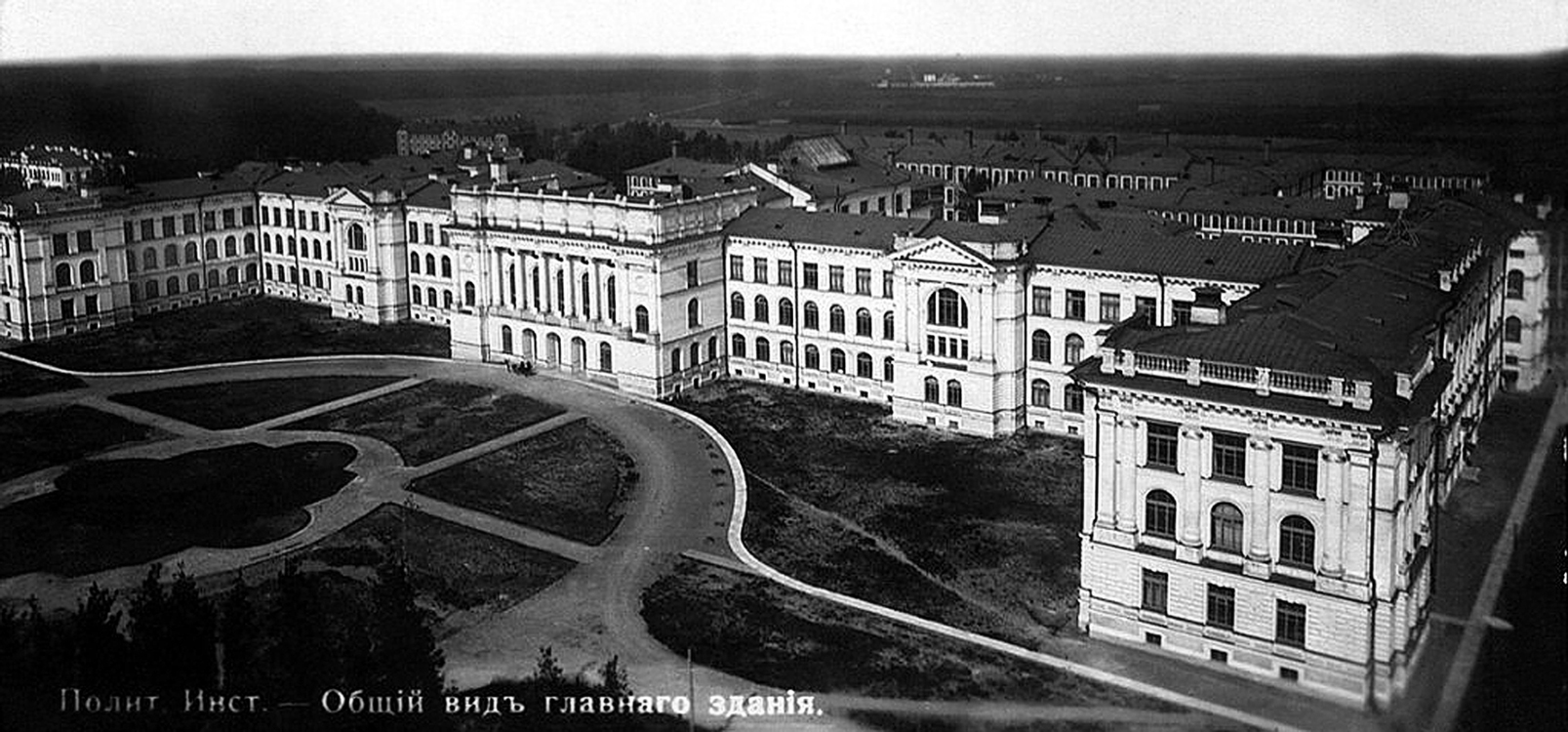
Главное здание Санкт-Петербургского политехнического института, фотография 1902 г.

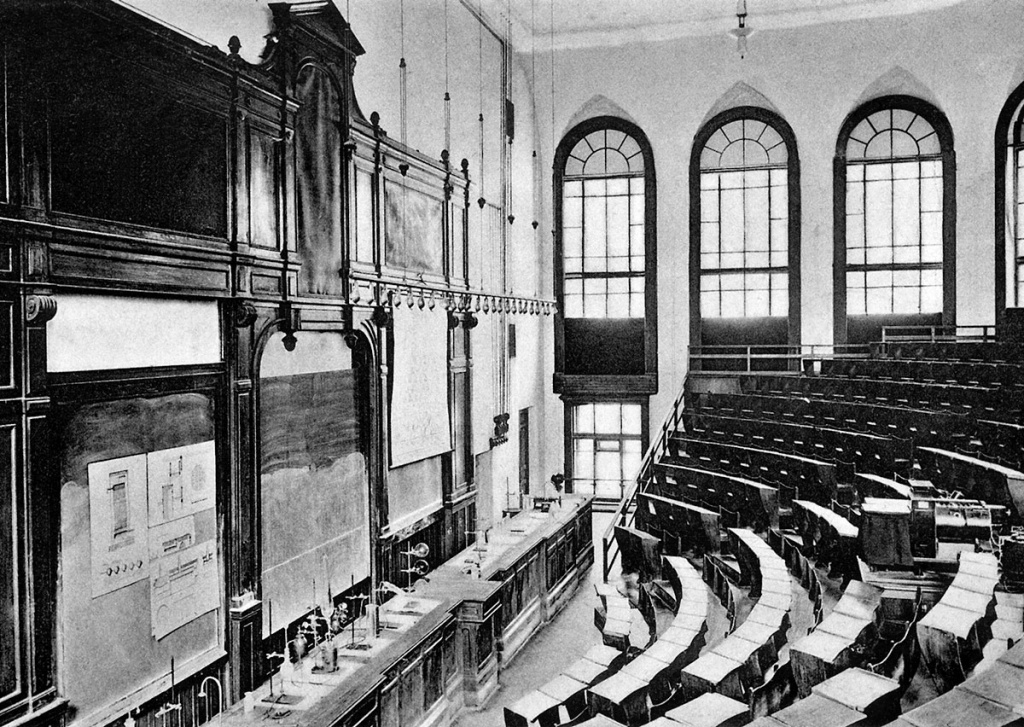
Большая химическая аудитория политехнического института

По окончании войны В. И. Гулыга переехал в Санкт-Петербург, где его брат Георгий командовал в лейб-гвардии казачьей сотней. Однако вскоре в 1906 году Гулыга подал в отставку и поступил на металлургический факультет Санкт-Петербургского политехнического института имени Петра Великого.
Курс доменного производства в то время читал профессор М. А. Павлов. По воспоминаниям современников, Михаил Александрович не был хорошим лектором, лекции читал сухо, обращаясь близоруко к доске в большей степени, чем к аудитории. Но это был ученый с большой эрудицией, крупнейший исследователь доменного процесса. В. И. Гулыга всегда высоко ценил авторитет М. А. Павлова, считая себя его учеником. В 1910 году он окончил курс института и получил звание инженера-металлурга с правом «занимать должности штатного преподавателя в специальных учебных заведениях, заведовать фабриками, заводами, составлять проекты всяких зданий и сооружений, производить всякого рода строительные работы».

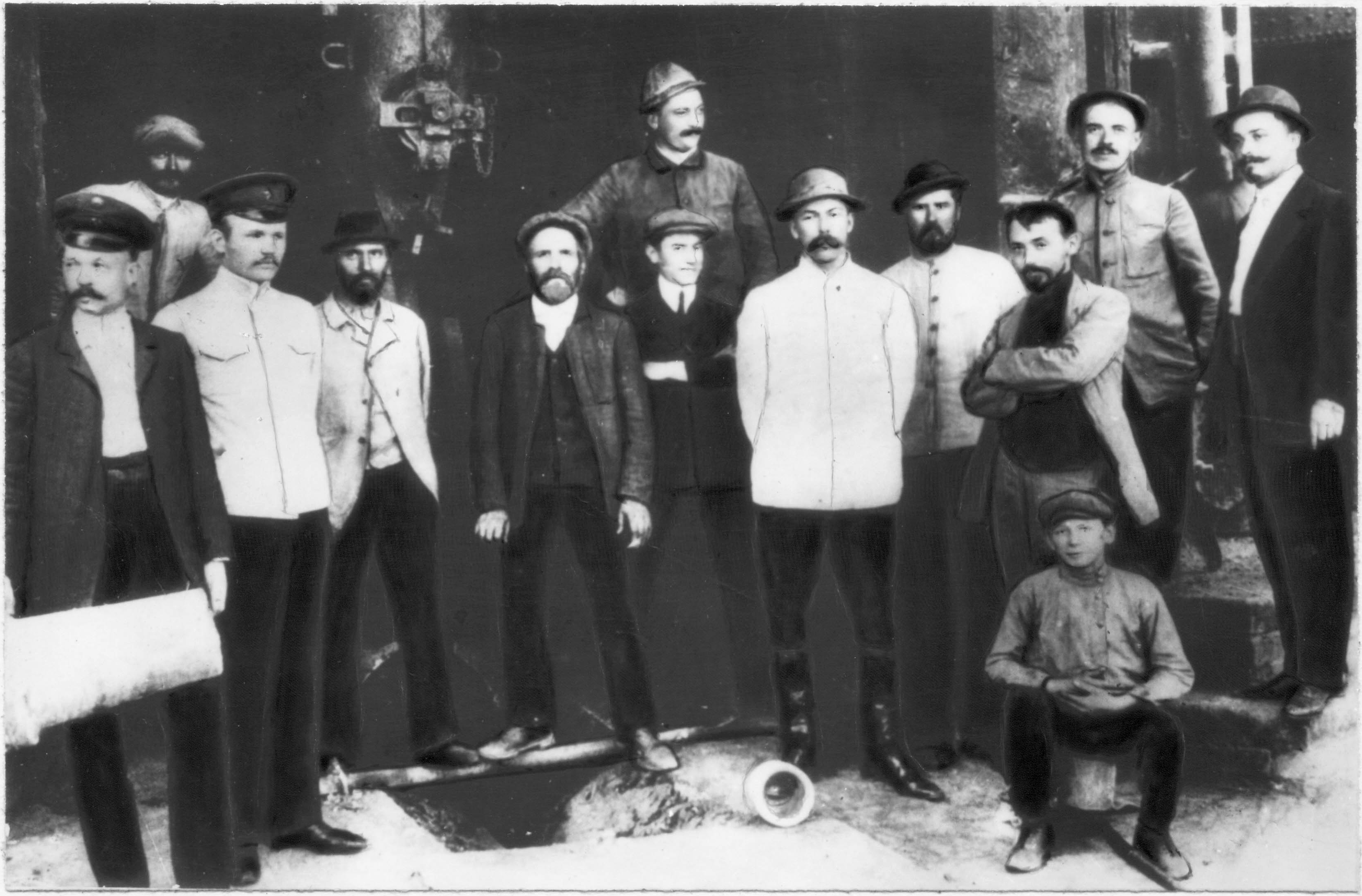
М. К. Курако со своей чугунной ватагой на задувке доменной печи в Юзовке. Фото 26 июля 1911 г.

После окончания института В. И. Гулыга поехал на Юзовский металлургический завод, где работал начальником смены под руководством ещё одного человека, оказавшим на него большое влияние, — начальника доменного цеха Михаил Константинович Курако.
В 1912 г. инженер В. И. Гулыга зачислен в штат Судаковского (ныне Косогорского) завода, близ Тулы, который возглавил в качестве директора в 1913 г. Под его руководством завод был реконструирован, домны увеличены в объёме и снабжены передовой механизацией по американскому типу. Предприятие наращивало обороты, особенно в годы мировой войны, снабжая чугуном военные заводы империи. По воспоминаниям рабочих Федорова и Соколова «это был высокий, стройный, средних лет человек, ходивший с костылем в руках» (из-за последствий японской раны), «регулярно занимался физкультурой». С началом войны он облачился в военную форму. Дисциплина на заводе была железная. Рабочие «боялись директора как черта». Шла война, которую тогда называли — Отечественная.
Революционные потрясения 1917 г. парализовали промышленность. К осени начались задержки зарплаты на заводе. Рабочие обвиняли директора в саботаже.
В декабре 1917 г. большевики провозгласили свою власть в Туле. На заводе рабочие на тачках вывозили неугодных мастеров в отвал, на улицах Тулы мальчишки сдирали с офицеров погоны. Гулыга, бросив имущество, исчез из поселка (в дальнейшем Гулыга вернулся и консультировал работы по восстановлению работы завода, простаивавшего с января 1918 г.).
Гражданская война прервала металлургическую деятельность В. И. Гулыги. Во время гражданской войны он был на стороне белых, командовал бронепоездом, эмигрировал во Францию, а затем переехал в Чехословакию. Здесь В. И. Гулыга работал начальником доменного производства Витковицкого металлургического производства, писал статьи в чешском «Горном вестнике» о конструкциях доменных печей.
В 1922 г., когда Ф. Э. Дзержинский обратился к техническим специалистам с призывом вернуться на родину и заняться восстановлением промышленности, В. И. Гулыга решил ехать в Россию. По приезде на родину он был назначен на Сталинский металлургический комбинат (ныне Донецкий металлургический завод) техническим директором (главным инженером). За 1922—1925 гг. была проделана большая работа по восстановлению и модернизации оборудования комбината, в результате которой производство достигло довоенных масштабов, были существенно улучшены условия труда.
В период 1925—1929 гг. В. И. Гулыга работает в должности главного инженера заново строящегося Керченского металлургического завода им. Войкова.
В 1929 г. деятельность В. И. Гулыги вновь прерывается: он был арестован и несколько месяцев провел в тюрьме по делу Промпартии. После того, как его отпустили, С. Орджоникидзе назначил его главным инженером Макеевского металлургического завода.
В 1933 г. В. И. Гулыга переехал на небольшой уральский Нижне-Салдинский завод, а затем в Свердловск, где в тресте «Востоксталь» он был главным инженером хозрасчетной организации «Титано-магнетит». В 1935—1936 гг. под его руководством были проведены на доменных печах Кушвинского и Чусовского заводов опытные плавки уральских титано-магнетитов, содержащих ванадий, с последующим переделом чугуна и ванадиевых шлаков в феррованадий. В этой работе (последней, в которой он принимал участие) была принципиально разработана технология производства отечественного феррованадия.
В 1937 г. В. И. Гулыга, имея «неблагонадежную» биографию (которую он не скрывал), был уволен из треста. Не понимая ситуации, поехал в Москву добиваться справедливости, а оттуда писал жене: «Получил забавное предложение от НКВД — ехать на Кольский полуостров для разведки железных руд». Он отказался, а это, по-видимому, был последний шанс.
В. И. Гулыга поехал в г. Сталино (Донецк) и был принят на кафедру металлургии чугуна индустриального института (ныне ДПИ), которой заведовал тогда профессор Мессерле. Здесь он успел прочесть одну или две лекции, и 7 декабря 1937 г. был арестован.
Военной коллегией Верховного суда СССР 7 февраля 1938 г. В. И. Гулыга приговорен по ст. 58 УК РСФСР к высшей мере наказания. Расстрелян 8 февраля 1938 г. (Спецобъект НКВД «Коммунарка»).
В 1956 г. В. И. Гулыга был посмертно реабилитирован.

## Научно-практическая деятельность
Научно-практическая деятельность Владимира Ивановича отражена в его статьях, начавших многие дискуссии по злободневным и в настоящее время вопросам развития техники и технологии производства чугуна.
Работы инженера Гулыги касались только научно-практических задач, стоявших перед металлургами в то время:
- восстановление и пути развития черной металлургии России (полемика с В. Е. Грум-Гржимайло, Н. Н. Гоготским);
- проектирование, строительство, эксплуатацию крупных доменных печей и цехов, совершенствование их отдельных элементов (дискуссии с М. А. Павловым, И. А. Соколовым, И. П. Бардиным, А. Ф. Новоспасским);
- организация и управление доменным производством;
- подача дутья в доменную печь и его нагрев (количество, параметры воздушных фурм, полемика с И. А. Соколовым и другими);
- шлаковый режим в доменной печи (Гулыга рекомендовал кислые шлаки, особенно при выплавке ферросплавов).
- производство феррованадия и иных ферросплавов (выступал за дуплекс-процесс; рекомендовал выплавлять ферросилиций на предельно кислых шлаках).

Работы Владимира Ивановича выдавали его высочайшую квалификацию, огромную инженерную интуицию и жизненный опыт, жёсткость логики. Его статьи, где формулировки так же конкретны, как и формулы, больше напоминают боевой приказ офицера, чем трактат ученого. Когда весь научный и инженерный корпус мира боролся с центральным газораспределением в доменных печах, В. И. Гулыга, отмечал конструктивные недостатки доменной печи как технологического агрегата. Он утверждал: «В центр печи не надо грузить руду!».
Этим самым он открыл основополагающий принцип, снявший почти все ограничения в строительстве доменных печей большого объёма и позднее позволил Е. В. Вегману прицениться к доменным печам объёмом 10 000 м³. Принцип загрузки центра печи коксом без руды был назван Принципом Гулыги.
Владимир Гулыга не боялся рассматривать сложные явления в своих работах, где он описывал будущее металлургии весьма конкретно.
По возвращении в Россию Гулыгу захватили работы по восстановлению и путям развития чёрной металлургии (техническая полемика с В. Е. Грум-Гржимаймо, Н. Н. Гоготским); сложная практика восстановления Керченского металлургического завода, где испытан ряд новшеств, которых не было на Российских заводах в то время [4 — 9]. Он полностью поддерживал идею индустриализации страны: увеличивая объём печей необходимо было увеличивать диаметр колошника и загрузку шихты осуществлять таким образом, что бы в центр печи не загружалась рудная часть шихты. В это время многие специалисты во всём мире придерживались иных взглядов, а порой и на практике активно боролись с развитием центрального хода в домнах. До признания необходимости развития центрального газораспределения по схеме V, как отметил позднее Б. И. Китаев, было ещё далеко [43].
Гулыга выступал [10 — 22] за строительство крупных доменных печей на основе своих чётких теоретических представлений по загрузке печей, работе фурменных зон на больших фурмах, согласованию работе верха печи и низа. Научный базис этого предложения он озвучил лаконично и конструктивно: «Тут важен сам принцип, независимо от физических свойств руды, центр колошника больших печей не должен засыпаться рудой. Детализируя вопрос о выборе размера подачи, я указывал, что это — дело руководителя печи, ибо здесь должны быть учтены все качества того сырья, которое идет в печь».
Простейшее математическое выражение принципа В. И. Гулыги получено по данным работы [27].

### Санкт-Петербургский политехнический институт (1906—1910 годы)
Во время летней практики 1909 году В. И. Гулыга по заданию М. А. Павлова составил один из наиболее удачных для того времени материально-тепловой баланс макеевской доменной печи и в следующем году в журнале Российского металлургического общества опубликовал свою первую работу. Её комментировали и на неё ссылались все ведущие российские ученые-доменщики того времени (В. П. Ижевский, М. А. Павлов, Н. А. Костылев, В. Н. Липин, С. В. Жендзян, А. Д. Готлиб, Н. И. Красавцев и другие).
Вот некоторые из комментариев:
- Проф. В. П. Ижевский в работе [4], сопоставляя балансы Гильгаузена и Владимира Гулыги и, перейдя к балансу последнего, утверждает, что «рядом с богато обставленными опытами Гильгаузена, поставленными весьма широко, при пользовании многочисленными приборами, работа инженера В. И. Гулыги поражает скромностью средств, с которыми она была произведена. Зато в ней проявлено хорошее знакомство с делом и большая вдумчивость, а баланс Макеевской печи кажется нам образцовым по своей обработанности. Впрочем, отдельные неточности встречаются и в этом балансе».
- Профессор Н. А. Костылев в Очерках [5] утверждает, что «баланс доменной печи В. И. Гулыги в ЖРМО. 1910. ч. 1, с. 113 интересен тем, что он является наилучшим, из составленных до сих пор в русской технической литературе».
- Академик М. А. Павлов, редактируя в 1945 году 2-е издание «Очерков» Н. А. Костылева, это замечание оставил, что говорит об известном гражданском мужестве и автора, и порядочности редактора. Хотя в списке трудов академика нет предисловия к книге Владимира Ивановича Гулыги (1937 год), материалов дискуссий по домнам большого объёма, как нет и ссылок на работы Владимира Ивановича Гулыги в классической трилогии «Металлургия чугуна».
- Инж. С. В. Жендзян в своей монографии [6, с. 708] рассматривая тепловой баланс доменной печи, отмечает, что «подробнее о балансах доменных печей читатель найдет в ЖРМО. 1910. № 3, с.113—128 „Тепловой баланс доменной печи № 2 Макеевского завода“ инж. В. И. Гулыги, проф. В. П. Ижевского, где разбираются тепловые балансы Гильгаузена и В. И. Гулыги, а также самого Гильгаузена и Дарклея».
- Профессор В. Н. Липин в фундаментальном труде [8] в главе «Составление материального и теплового баланса доменной печи» ссылается на Владимира Ивановича Гулыгу дважды:

1. «При расчётах баланса теплоты очень часто принимают общую цифру теплоёмкости пыли, так проф. Juptner принимает 0,175, Гулыга — 0,18. Подсчёты нескольких анализов пыли показывает, что эти цифры в большинстве случаев малы, и действительные цифры более подходят к 0,20».
2. «Кроме этого, надо ещё обратить внимание, как на это совершенно справедливо указывает Гулыга (ЖРМО. 1910. с. 113) на то, что в заводских анализах кокса часто при указании содержания серы в самом коксе наряду с содержанием золы и влажности приводится ещё содержание серы в золе кокса в виде SO3. При определении же содержания углерода в коксе, сумму количеств золы, влажности и серы вычитают из 100, а разность и считают за содержание углерода. При таком вычислении серу, заключающуюся в золе, считают два раза. Помимо этого, показанную в анализе золы Fe2O3 не пересчитывают на FeS и на FeО. Действительно, в коксе сера заключается или в виде FeS или в виде СаSО4. Чтобы избавиться от ошибки, необходимо всю серу, показанную в золе в виде SO3, пересчитать на СаSО4, уменьшив соответственно количество свободной СаО». В. Н. Липин развивает представления молодого автора и даёт рекомендации как необходимо учитывать содержание серы в коксе.

- Профессор А. Д. Готлиб в одном из лучших научных трудов своей жизни [7] также несколько раз обращается к балансу доменной плавки Владимира Ивановича Гулыги.

## Гражданская позиция В. И. Гулыги
Гулыга, выходец их кубанских казаков, участвовал в войне с Японией 1905 года и гражданской войне, где воевал на стороне белых, командуя бронепоездом, эмигрировавший за границу и работавший на заводах в Словакии начальником доменного производства, вернулся по приглашению Ф. Э. Дзержинского в 1922 году в СССР. Имея хорошую техническую подготовку в Санкт-Петербургском политехническом институте, профессиональный опыт, полученный на металлургических предприятиях, имея большой жизненный опыт, он понимал, что решение новых технических вопросов возможно лишь при подготовке квалифицированных кадров, чёткой организации производства. Также он понимал, что для этого придётся идти на риск и ошибаться. Гулыга за пять лет четырежды переиздал книгу «Доменное дело», постоянно перерабатывая и дополняя её. По этой книге готовили специалистов.
Инженерное творчество Владимира Ивановича всегда было неразрывно связано с активной гражданской позицией. В одной из первых своих работ он утверждает:
Задувка доменной печи при современном состоянии знаний в области доменного дела, конечно, не должна представлять собой чего-либо особенного и быть может, не стоило описанием такого простого факта утруждать внимание читателей, но помещённое в № 3 ЖРМО за 1911 год описание задувки доменной печи №1 Макеевского завода убеждают нас в обратном. Статья эта может дать ложное представление о том, как следует задувать доменную печь. Мы, молодые работники, должны всячески бороться с рутиной. Должны расставаться с предрассудками и приёмами недавнего прошлого, когда у нас в России доменная плавка велась полуграмотными мастерами — иностранцами, привезшими к нам из дому «искусство» делать чугун. Вот в кратких словах причина, побудившая нас написать эту статью.
К своим учителям он относится с огромным уважением, и к М. А. Павлову, и к М. К. Курако. Но в его работах, как и в жизни, нет и малейшего намёка на рабское преклонение ни перед кем.
Практически во всех работах, он рассматривает вопросы воспитания, отражающие его гражданскую позицию. Его жизненные взгляды были логичны. Гулыга действовал последовательно, опираясь на здравый рассудок. Взяв у американцев печи, низкие и с разгруженным от мелкой руды «месаби» центром, а у немцев — вынужденную работу на хорошо подготовленной шихте со старыми воздуходувными машинами на фурмах большого диаметра, он резко отстаивал курс на повышение технического уровня промышленного производства и строительство больших печей.
Например, в полемике с И. А. Соколовым Гулыга утверждает: «Статья эта неправильна в том отношении, что она сбивает с правильного пути — искать причины частичных неудач (совершенно естественных и неизбежных в период освоения громадных агрегатов) не в размерах печи, а в тех неполадках и промахах организационного и строительного характера, как это было на ММК до лета 1933 г.».
Отвечая на замечания оппонентов, Гулыга ещё раз подтверждает свою гражданскую позицию:
Прежде всего, мы должны отклонить обвинение в гигантомании. Дело, конечно, не в гигантомании. Наши требования о дальнейшем укрупнении агрегатов для производства чугуна вытекают отнюдь не из каких-либо пристрастных взглядов — говорить о сооружении возможно более крупных печей нас заставляет учёт перспектив той борьбы за производственный рост, которую ведёт СССР, учёт перспектив развёртывания металлургии во второй пятилетке. Вот почему мы считаем данный вопрос чрезвычайно злободневным. Конечно, разрешить его правильно возможно лишь коллективной мыслью доменщиков.
В. И. Гулыга в своих работах уделял большое внимание человеческому фактору и организации производства: «огромное значение имеет также хорошо поставленный, технически грамотный контроль производства… Основной причиной медленного освоения построенных нами больших печей являются неувязки и недоделки при пуске печей, неувязки в развитии сырьевой базы и, наконец, неудовлетворительное в течение первого времени действия печей обслуживание их… Через 2—3 года нет сомнения, вопрос об обеспечении мощных доменных печей квалифицированными силами потеряет остроту». Для повышения квалификации кадров он сначала постоянно писал технические статьи, а потом и книги.
Он не раз говорил о трудностях роста:
Трудности организационного порядка не могут никоим образом служить поводом для отказа от постройки технически допустимых, предельных по мощности агрегатов. Нужно считать, что в настоящее время никаких препятствий организационного порядка к переходу в СССР от печей в 800—1000 т к печам в 1200 т суточной производительности не имеется. Подчеркиваем при этом, что проектировать, строить и эксплуатировать домну в 1200 т, а также изготовлять для неё оборудование мы сможем сами без помощи иностранцев. В этом не должно быть никаких сомнений.
В одной из статей [30], отвечая на критику, он озвучил принцип загрузки доменной печи и мажорная концовка по организации производства: «Практика приносит всё новые подтверждения правильности нашего предложения работать на оптимально малой подаче, особенно это касается больших печей. В этом направлении интересна статья инж. Маркачева и Никулинского о большой исследовательской работе, проведённой на Кузнецком заводе. Как известно, техническое руководство завода высказалось за большие подачи, в результате же опытов хорошая работа этих печей установилась только после перехода на очень малые подачи, — меньше даже, чем на Магнитогорском заводе».

## Статьи
1. Инж. В. Гулыга. Тепловой баланс доменной печи № 2 Макеевского завода // ЖРМО. — 1910. — № 3, Ч. I. — С. 113—126.
2. Инж. В. Гулыга. Задувка доменной печи № 4 Новороссийского общества // ЖРМО. — 1912. — № 1, Ч. I. — С. 24—36.
3. Инж. В. Гулыга. Производительность и профиль современной доменной печи // Вестник металлопромышленности. — 1925. — № 1—2. — С. 14—30.
4. Гулыга В. И. Проект переоборудования Сталинского государственного металлургического завода // ЖРМО. — 1925. — № 3, Ч. II. — С. 772—778.
5. Гулыга В. И. К вопросу о восстановлении южнометаллургической промышленности // Вестник металлопромышленности. — 1925. — № 5—6. — С. 145—170.
6. Гулыга В. И. Доменное производство на южных металлургических заводах // Вестник металлопромышленности. — 1925. — № 7—8. — С. 5—14.
7. Гулыга В. И. Доменная печь и её вспомогательные устройства // Уголь и железо. — 1925. — № 2. — С. 118—146.
8. Гулыга В. И. Доменная печь и её вспомогательные устройства // Уголь и железо. — 1925. — № 3. — С. 83—107.
9. Гулыга В. И. Организация металлургического производства в Керчи // Уголь и железо. — 1926. — № 5. — С. 76—88.
10. Гулыга В. И. Организация металлургического производства в Керчи // Уголь и железо. — 1926. — № 6. — С. 64—76.
11. Гулыга В. И. Доменная печь и её вспомогательные устройства // Уголь и железо. — 1926. — № 8. — С. 74—94.
12. Гулыга В. И. О размерах и конструкции доменных печей // Гипромез. — 1929. — № 3—4. — С. 27—30.
13. Гулыга В. И. О фурмах большого диаметра // Сталь. — 1930. — № 9. — С. 10—11.
14. Гулыга В. И. Необходимо сооружать доменные печи на 1315 м³ // Сталь. — 1932. — № 5. — С. 12—29.
15. Гулыга В. И. Ответ моим оппонентам // Сталь. — 1932. — № 5 (?). — С. 23—26.
16. Гулыга В. И. Дополнительные аргументы в пользу сверхмощных доменных печей // Сталь. — 1933. — № 9. — С. 1—14.
17. Гулыга В. И. Фурмы доменных печей // Уральская металлургия. — 1933. — № 9—10. — С. 7—12.
18. Гулыга В. И. Против предложения проф. И. А. Соколова портить рациональный профиль современных доменных печей // Уральская металлургия. — 1933. — № 11—12. — С. 15—18.
19. Гулыга В. И. О новой типовой доменной печи. В порядке обсуждения // Советская металлургия. — 1934. — № 4. — С. 170—175.
20. Гулыга В. И. Из какого материала делать фурмы // Уральская металлургия. — 1934. — № 6. — С. 9—10.
21. Гулыга В. И. План современного доменного цеха // Уральская металлургия. — 1934. — № 8. — С. 9—15.
22. Гулыга В. И. Работа колошниковой части доменной печи // Уральская металлургия. — 1935. — № 2.
23. Гулыга В. И. Вторая типовая доменная печь объемом в 1305 м³ // Сталь. — 1935. — № 4. — С. 14—18.
24. Гулыга В. И. Дуплекс-процесс на заводы Урало-Кузбасса // Уральская металлургия. — 1935. — № 5. — С. 22—26.
25. Гулыга В. И. Плавка агломерата из кусинских титано-магнетитов на Кушвинском заводе // Советская металлургия. — 1936. — № 1. — С. 20—25.
26. Гулыга В. И. Дополнительные разъяснения к статье «Работа колошниковой части доменной печи» (ответ проф. И. А. Соколову) // Советская металлургия. — 1936. — № 4. — С. 31—35.
27. Гулыга В. И. Получение феррованадия из уральских титано-магнетитов // Советская металлургия. — 1937. — № 1. — С. 32—37.
28. Гулыга В. И. Производство феррованадия из уральских титаномагнетитов и борьба с потерями ванадия // Уральская металлургия. — 1937. — № 4. — С. 14—20.
29. Гулыга В. И. Рецензия на книгу Остроухова М. Я. и Красавцева Н. И. "Работа мастера на современной механизированной доменной печи" // Металлург. — 1937. — № 5. — С. 141—143.
30. Гулыга В. И. О фурмах большого диаметра // Сталь. — 1937. — № 9. — С. 10—11.
31. Гулыга В. И. О типовой уральской древесноугольной печи // Уральская металлургия. — 1937. — № 9. — С. 3—7.
32. Гулыга В. И. Краткие замечания о роли шлака в доменном процессе (печатается в порядке обсуждения) // Теория и практика металлургии. — 1937. — № 12. — С. 5—8.